# 八幡町立相生第二中学校
八幡町立相生第二中学校（はちまんちょうりつ　あいおいだいにちゅうがっこう）は、かつて岐阜県郡上郡八幡町（現・郡上市）に存在した公立中学校。

## 概要
- 郡上郡八幡町の中学校であり、校区は那比（旧・相生村那比）であった。1987年、相生中学校と統合し、八幡西中学校の新設により廃校。
- 廃校まで相生第二小学校に併設されており、相生第二小中学校とも称した。

## 沿革
- 1948年（昭和23年）4月1日 - 相生中学校那比分校を設置。相生小学校那比分校に併設する。
- 1951年（昭和26年）4月 - 相生第二中学校として分離独立。相生小学校から分離独立した相生第二小学校に併設。
- 1954年（昭和29年）12月15日 - 八幡町、川合村、口明方村、相生村、西和良村が合併し、八幡町が発足。同時に八幡町立相生第二中学校に改称する。
- 1980年（昭和55年）3月 - 統合により廃校。